# L'ombra di Edgar
(Dan Brown)
L'ombra di Edgar (The Poe Shadow) è il secondo romanzo dello scrittore statunitense Matthew Pearl, pubblicato per la prima volta nel 2006. Il libro si sviluppa partendo da un fatto storico reale, la morte del poeta e scrittore Edgar Allan Poe, avvenuta in circostanze ancora oggi non del tutto chiare, e si avventura in un'inchiesta per fornire la propria versione dei fatti, ma in modo romanzesco.

## Trama
Baltimora, Maryland. Quentin Hobson Clark è un giovane avvocato, futuro sposo e grande ammiratore di Edgar Allan Poe.
Talmente appassionato, quasi ossessionato, che quando il 7 ottobre 1849 l'autore muore in circostanze non propriamente chiare, decide di ricercare degli elementi per far luce sull'evento.

## Personaggi
- Quentin Hobson Clark: protagonista, è un giovane avvocato e grande ammiratore di Poe;
- Hattie Blum: fidanzata di Quentin;
- Auguste Dupont: investigatore francese;
- Barone Dupin: criminologo francese.

## Edizioni
- Matthew Pearl, L'ombra di Edgar, traduzione di Roberta Zuppet, collana Scala stranieri, Rizzoli, 2006,  p. 514, ISBN 978-88-17-00793-1.
- Matthew Pearl, L'ombra di Edgar, collana Biblioteca Universale Rizzoli, Rizzoli, 2008,  p. 514, ISBN 978-88-17-02369-6.